# Halcampidae
Halcampidae Andres, 1883, anche conosciuta come Halcampoididae, è una famiglia di celenterati antozoi nella superfamiglia Metridioidea dell'ordine Actiniaria.

## Descrizione
La famiglia è caratterizzata dalla assenza di muscoli basilari, sfintere marginale mesogleale o assente nelle forme più piccole. Il corpo ha una forma generalmente allungata, cilindrica, solitamente divisibile in scapus, scapulus e physa. Scapus liscio o dotato di tentacoli o papille contenenti nematocisti. Mesenteri presenti in due o tre cicli, quelli del ciclo più giovane possono essere molto piccoli, privi di muscoli o filamenti. Nessun aconzio. Cnidomi: spirocisti gracili, basitrici, olotrici e micro-basici b-e p-mastigofori.
Le specie appartenenti alla famiglia sono distribuite su tutti gli oceani.

## Tassonomia
Fino a qualche tempo fa la tassonomia di questa famiglia era diversa. L'attuale classificazione deriva da uno studio pubblicato nel 2012 di Estefanía Rodríguez et al. in base al quale la famiglia Halcampoididae è diventata sinonimo di Halcampidae riconoscendo la loro stretta relazione filogenetica e non riuscendo a trovare una differenza significativa e coerente tra le due famiglie. Sulla base di tale studio, recepito dal World Register of Marine Species (WORMS), la famiglia risulta composta dai seguenti generi:
- Acthelmis Lütken, 1875
- Cactosoma Danielssen, 1890
- Calamactinia Carlgren, 1949
- Calamactis Carlgren, 1951
- Halcampa Gosse, 1858
- Halcampaster
- Halcampella Andres, 1883
- Halcampoides Danielssen, 1890
- Halianthella
- Kodioides
- Mena
- Metedwardsia
- Neohalcampa
- Parahalcampa
- Pentactinia Carlgren, 1900
- Scytophorus Hertwig, 1882
- Siphonactinopsis Carlgren, 1921